# Nothing But Love
Singles de Axwell
Leave the World Behind
(2010) Heart Is King
(2011)
Pistes de Until One
Leave the World Behind Valodja
Nothing But Love est une chanson du dj suédois Axwell sorti en 2010. la chanson a été écrite et composé par Errol Reid et Axwell, produit par Axwell. Le clip vidéo est en ligne le 27 août 2010 sur Youtube et fut visualisé plus de 3,8 millions de fois.

## Liste des pistes
Promo - Digital
- 1. Nothing But Love (Radio Edit) 3:30
- 2. Nothing But Love (Original Mix) 6:36
- 3. Nothing But Love (Axwell Remixes) 3:17

Liste Beatport
Disponible en deux parties sur Beatport :'
- Partie 1:

1. Nothing But Love (Remode Mix)
2. Nothing But Love (Classic Mix)

- Partie 2:

1. Nothing But Love (Extended Vocal Mix)
2. Nothing But Love (Axwell Vs. Daddy's Groove Remix)

## Classement par pays
| Pays                          | Meilleure position |
| ----------------------------- | ------------------ |
| Portugal                      | 29                 |
| Finlande                      | 39                 |
| Suède (Sverigetopplistan)     | 39                 |
| Pays-Bas (Nederlandse Top 40) | 91                 |